# 佩佩·桑切斯
胡安·伊格纳西奥·桑切斯（西班牙語：Juan Ignacio Sánchez，1977年5月8日—），阿根廷男子篮球运动员。他曾代表阿根廷国家队参加2004年夏季奥林匹克运动会篮球比赛，获得一枚金牌。